# Курб
Курб (фр. Courbes) — коммуна во Франции, находится в регионе Пикардия. Департамент коммуны — Эна. Входит в состав кантона Тернье. Округ коммуны — Лан.
Код INSEE коммуны — 02222.

## Население
Население коммуны на 2010 год составляло 34 человека.
| 1962 | 1968 | 1975 | 1982 | 1990 | 1999 | 2010 |
| ---- | ---- | ---- | ---- | ---- | ---- | ---- |
| 45   | 42   | 33   | 33   | 40   | 31   | 34   |

## Экономика
В 2010 году среди 25 человек трудоспособного возраста (15—64 лет) 19 были экономически активными, 6 — неактивными (показатель активности — 76,0 %, в 1999 году было 78,3 %). Из 19 активных жителей работали 18 человек (10 мужчин и 8 женщин), безработным был 1 мужчина. Среди 6 неактивных 0 человек были учениками или студентами, 3 — пенсионерами, 3 были неактивными по другим причинам.